# António João Padilha
António João Padilha foi um mestre ensamblador do Porto, residente na Calçada da Relação Velha. Tendo feito trabalhos de talha no Mosteiro de Tibães, foi contratado pelos Lóios, a 13 de maio de 1682 para construir um novo cadeiral, espaldares, estante, grades do coro e tribuna do órgão, na Igreja de Vilar de Frades. A sua intervenção nesta Igreja tem sido criticada, já que, apesar da sua elevada execução técnico-artística, teve de mutilar algumas das mísulas da nave, de modo a permitir o ensamblamento adequado da obra de talha.